# Anthene kersteni
Anthene kersteni är en fjärilsart som beskrevs av Gerstaecker 1871. Anthene kersteni ingår i släktet Anthene och familjen juvelvingar. IUCN kategoriserar arten globalt som livskraftig. Inga underarter finns listade i Catalogue of Life.